# 距离衰减
距离衰减（英語：distance decay）是一个地理学术语，描述了距离对文化或空间相互作用的影响。距离衰减效应表明，两个地点之间的相互作用随着它们之间距离的增加而减小。一旦距离超出了两个地方的活动空间，它们之间的相互作用就会开始减少。
随着更高速的交通方式的出现，距离的影响与过去相比变小，但是也有例外，例如以前由铁路连接，但现在铁路已废弃的地方。通信技术的进步，例如电报、电话、广播和互联网的问世，进一步降低了距离的影响。

## 数学模型
若用曲线表示距离衰减，其曲线随着距离（横轴）增加而向下凹。距离衰减律可以视为一种平方反比定律，表达式如下：
{\displaystyle I=const.\times d^{-2}} 或者 {\displaystyle I\propto 1/d^{2}} ，
其中I是相互作用，d是距离。实际建模时，通常会调整原始模型的参数以适应具体情况，例如：
{\displaystyle I={\frac {A}{(d+B)^{k}}}}
其中常数A是垂直拉伸因子，B是水平方向的位移（以便让曲线在y轴上有截距，不会出现无穷大），k是衰减的幂参数。
距离衰减函数也可以是其他形式，例如负指数，即
{\displaystyle I\propto e^{-d}} 。
除了对函数的参数进行拟合以外，也可对距离衰减函数增加截断值（阈值），例如指定超过某个距离，则空间相互作用强度直接降至0；或者指定在某个距离范围内，相互作用强度为一个固定值，不随距离减小而继续增大。

## 应用
在市中心，距离衰减的作用明显。它可以代表随着与中央商务区（CBD）中心距离的增加而下降的各种事物：
- 行人交通密度
- 街道质量
- 商店的质量（取决于“质量”和“中心”的定义）
- 建筑物高度
- 土地价格

距离衰减影响着迁徙的决策，使得移民倾向于就近寻找目的地。
随着交通和信息及通信技术的进步，例如电报、电话、广播和互联网相继问世，距离的效应正逐步减弱，出现了时空收敛（或称时空压缩）的趋势。不过也有与之相反的例外情况，例如铁路废线。

## 相关概念
与之相关的术语包括描述距离衰减的力的“距离摩擦”，以及沃尔多·托布勒的“地理学第一定律”，这是一个非正式的说法，指“任何事物都是与其他事物相关的，但相近的事物关联更紧密”。“力量梯度损失”认为，一国军队可在世界任何地方用兵的数量取决于地理距离。